# Muramatsu Jun
Jun Muramatsu (sinh ngày 10 tháng 4 năm 1982) là một cầu thủ bóng đá người Nhật Bản.

## Sự nghiệp câu lạc bộ
Jun Muramatsu đã từng chơi cho Shimizu S-Pulse, Vegalta Sendai, Mito HollyHock và Giravanz Kitakyushu.